# Шахно (дворянский род)
Шахно (пол. Szachno) — дворянский род.
Род польского происхождения, записанный в VI часть родословной книги Витебской губернии. Родоначальник, Казимир Шахно, ливенский подстолий, по привилегии короля польского Яна Собеского владел пожизненно имением в Мозырском уезде Минской губернии. Его сын, Иосиф, по уступочным документам 1744 и 1752 годов, также владел недвижимыми имениями, переходившими по наследству к его потомкам.
Есть ещё один род Шахно, позднейшего происхождения.

## Описание герба
В лазоревом поле золотая трехконечная хоругвь с золотой бахромой, на ней золотой с широкими концами крест. Щит увенчан дворянским коронованным шлемом.
Нашлемник: три страусовых пера, из коих среднее — золотое, а крайние — лазоревые. Намёт: лазоревый с золотом. Герб Шахно внесён в Часть 12 Общего гербовника дворянских родов Всероссийской империи, стр. 136 Архивная копия от 29 октября 2012 на Wayback Machine.

## Представители
- Шахно, Богдан Брониславович (1868—1955) — депутат Государственной думы I созыва от Витебской губернии.